# SS-Sonder Lehrgang Oranienburg
Le SS-Sonder Lehrgang Oranienburg est, sous le Troisième Reich, une unité militaire de forces spéciales dépendant de la SS.
Elle est créée en 1942 par le fonctionnaire SS Hans Jüttner afin de fournir à la SS une unité d'intervention équivalente à la Panzergrenadier-Division Brandenburg dont dispose l'armée de terre, la Heer.
Au départ, c'est une unité d'une centaine d'hommes basée à Oranienbourg, sous les ordres du Hauptsturmführer-SS Pieter van Vessem (nl).
La première mission envisagée est un projet de parachutage en Irlande, l'Operation Osprey (en), afin de contrer une éventuelle marche des troupes américaines, récemment arrivées en Irlande du Nord, vers le sud. Malgré des préparatifs minutieux, l'opération est annulée.
En 1943, l'unité est affectée dans de nouveaux locaux à Friedenthal, proche d'Oranienbourg. Elle est renommée « SS Sonderlehrgang zbV Friedenthal », puis « 52e Bataillon de chasseurs de la SS (en) » et dirigée par le SS Otto Skorzeny.
L'unité est ensuite chargée de diverses missions en Europe centrale.